# Токкинский район
Токкинский район — упразднённая административно-территориальная единица в составе Якутской АССР, существовавшая в 1937—1953 годах. Административный центр — село Копро (Токко).

## Население
По данным переписи 1939 года в Токкинском районе проживало 1853 чел., в том числе якуты — 66,8 %, эвенки — 23,4 %, русские — 8,5 %.

## История
Токкинский район со статусом эвенкийского национального был образован 20 апреля 1937 года в составе Якутской АССР. В район вошли 3 сельсовета — Киндигирский и Токкинский из Томмотского района и Чаринский из Олёкминского района.
По данным 1945 года район включал 4 сельсовета: Киндигирский, Токкинский, Чаринский и Ярханский
В 1953 года Токкинский район был упразднён, а его территория передана в Олёкминский район.